# Національний заповідник «Софія Київська»
Національний заповідник «Софія Київська» — історико-архітектурний заповідник національного значення в Україні. Заснований 1934 року на території Софійського монастиря. У 1994 році отримав статус національного.
До складу заповідника входять пам'ятки світового значення: Софійський собор з комплексом монастирських споруд, Золоті ворота, Кирилівська, Андріївська церква (всі — Київ), Судацька фортеця (Крим).

## Склад заповідника
До складу Національного заповідника «Софія Київська» входять:
- Собор Святої Софії (Київ, XI ст.) та архітектурний ансамбль монастирських споруд (XVIII ст.) на його подвір'ї.
- Кирилівська церква (Київ, XII ст.)
- Андріївська церква (Київ, XVIII ст.)
- Золоті ворота (Київ, XI ст.)
- Судацька фортеця (АР Крим, ансамбль пам'яток VI—XV ст.)

Близько 60 архітектурно-історичних пам'яток заповідника об'єднані в 5 музеїв: Софійський музей, музеї «Кирилівська церква», «Андріївська церква», «Золоті ворота», «Судацька фортеця».

## Історія
Заповідник «Софійський музей» створений постановою уряду УСРР 1934 року, до його складу спочатку увійшли Софійський собор і дзвіниця. У травні 1935 року музей був відкритий для відвідувачів.
Одразу після заснування широко розгорнулися дослідницькі та ремонтно-реставраційні роботи, було організовано науково-фондову та екскурсійну справу. У 1950-і роки реставрацію архітектури Софії в основному було завершено, зокрема, було відроджено цілісний стінописний ансамбль першої половини ХІ ст.
1970-і рр. — проведено архітектурно-археологічні дослідження монастирських споруд XVIII ст. на подвір'ї Софійського собору.
1987 — Міжнародне журі Гамбурзького фонду присудило Заповіднику Європейську Золоту медаль за збереження історичних пам'яток.
1990 — Софійський собор разом з ансамблем монастирських споруд XVIII ст. на його подвір'ї був занесений до Списку всесвітньої спадщини ЮНЕСКО.
1994 — Державному історико-архітектурному заповіднику «Софійський музей» надали статус національного, з того часу він має назву Національний заповідник «Софія Київська».
2011 — міжнародна спільнота відзначала 1000-річчя заснування Софії Київської (згідно з рішенням 35-ої сесії Генеральної конференції ЮНЕСКО, 6-23 жовтня 2009).
З часу заснування заповідник неодноразово реорганізовувався, до його складу були включені інші пам'ятки світового значення: в Києві — Золоті ворота, Кирилівська та Андріївська церкви, в Криму — Судацька фортеця.
18 жовтня 2014 на території «Софії Київської» обвалилась частина 5-метрової цегляної огорожі 1960-их років.

### Директори заповідника
1. Іван Михайлович Скуленко (1934—1937), перший директор заповідника
2. Олекса Іванович Повстенко (1941—1943)
3. Георгій Гнатович Говденко (1944—1949)
4. Микола Йосипович Кресальний (1949—1966)
5. Валентина Никифорівна Ачкасова (1967—2000)
6. Неля Михайлівна Куковальська (2000—2012)
7. Олена Михайлівна Сердюк (2012—2015)
8. Неля Михайлівна Куковальська (з 2015)

## Проблеми охорони пам'яток заповідника

### Взаємодія з конфесіями
Після виходу у 2002 році Указу Президента України «Про невідкладні заходи щодо остаточного подолання тоталітарної політики колишнього Союзу Радянських Соціалістичних Республік стосовно релігії та відновлення порушених прав церков і релігійних організацій» різні християнські конфесії почали ставити питання щодо передачі в їх постійне користування пам'яток заповідника.
Сумісне з конфесіями використання Кирилівської та Андріївської церков призводило до забруднювання стародавніх фресок від кіптяви свічок, підвищення вологості повітря, що негативно впливало на стан живопису. Зважаючи на унікальність деяких пам'яток заповідника, його дирекція висловилася за збереження їх у статусі музею.

### Будівництво в охоронній зоні Софійського собору

Межі охоронної (буферної) зони об'єкта Всесвітньої спадщини ЮНЕСКО «Свята Софія», до їх розширення у 2017 році

Найбільшу небезпеку для збереженості Софійського собору спричиняє нове будівництво, яке ведеться на навколишній території Верхнього міста без належних досліджень щодо впливу на фізичні умови існування пам'яток комплексу, а також на історико-містобудівне середовище.
Ансамбль Софії Київської становить композиційний і змістовний центр Верхнього міста, проте останніми роками тут були зведені високі будинки банку, готелів, житлових будинків, численні раніше наявні будівлі були надбудовані. Це порушує архітектурне середовище ансамблю.
У 2005 році були розроблені та затверджені «Межі і режим зон охорони ансамблю споруд Софійського собору Національного заповідника „Софія Київська“». 23 березня 2017 р. Міністерство культури України ухвалило рішення про розширення меж буферної зони. Графічними матеріалами, серед іншого, було визначено допустиму висоту забудови.
Відповідно з 2005 року Верхнє місто має статус охоронної зони ансамблю споруд собору. Площа Національного заповідника «Софія Київська» з 2005 року становила 5,02 га, а територія охоронної зони навколо ансамблю споруд собору — 111,81 га, в якій мали зберігатися: «давнє розпланування, історична забудова, її масштаб, стильові ознаки, архітектурно-просторова структура середовища Верхнього міста, особливості окремих вулиць, рельєфу, озеленення». З 2017 року P охоронна буферна зона ансамблю споруд Софійського собору — 6784,81 кв. м, а S охоронна буферна зона ансамблю споруд Софійського собору — 147,55 га.
Через те, що навколо продовжує вестися будівництво, підіймається рівень ґрунтових вод. Це спричиняє загрозу просідання та руйнування собору.
Буквально за монастирськими мурами були зведені паркінг і фітнес-центр, що призвело до підняття рівня води, в межах охоронної зони ведеться будівництво зокрема 9-поверхового житлового комплексу за адресою вул. Олеся Гончара 17-23.
17 липня 2013 року Вищий господарський суд України визнав законною забудову землі на вулиці Гончара поблизу національного заповідника Софія Київська.